# Ruta de la Seda: red viaria del corredor Chang'an-Tianshan
«Ruta de la Seda: red viaria del corredor Chang'an-Tianshan» es un sitio declarado el 22 de junio de 2014 por la UNESCO como Patrimonio de la Humanidad. Es un tramo de unos 5000 kilómetros de la red de la antigua ruta de la Seda, sección que iba desde China central a la región de Zhetsyu en Asia central, un corredor que comprende tierras en China, Kazajistán y Kirguistán e incluye 33 lugares individuales (varios ya anteriormente declarados patrimonio mundial).
La UNESCO espera que se añadan más secciones de la ruta de la Seda en años futuros.

## Historia
En 1988, la UNESCO inició un estudio de la Ruta de la Seda. Este proyecto forma parte del "Plan de Diez Años para el Desarrollo Cultural". El proyecto tiene como objetivo centrarse en la compleja interacción cultural que se origina en los intercambios Este-Oeste y contribuye a la formación de identidades diversas y ricas herencias comunes de las naciones asiáticas y europeas. El proyecto adopta medios interdisciplinarios para promover la investigación sobre temas relacionados con la investigación de la Ruta de la Seda mediante la organización de actividades internacionales de examen científico, seminarios y conferencias. El proyecto establece una relación de cooperación entre los investigadores y los medios de comunicación en cada etapa y publica actividades de investigación y resultados en el mundo exterior, reestimulando así el interés de las personas en la Ruta de la Seda en todo el mundo.
El 28 de marzo de 2008, China sometió una lista inicial a la UNESCO para que los tomase en consideración como patrimonio cultural. Estos lugares fueron divididos entre puntos terrestres de la Ruta de la Seda en Henan, Shaanxi, Qinghai, y la provincia de Gansu, las regiones autónomas de Ningxia y Sinkiang así como puntos marímos en Ningbo, Zhejiang y Quanzhou, provincia de Fujian. El 2 de mayo de 2008, Irán propuso una lista inicial con lugares de la Ruta de la Seda en la provincia de Jorasán. El 3 de enero de 2010, Turkmenistán presentó una lista de 29 lugares a lo largo de 11 segmentos de la Ruta de la Seda. El 20 de enero de 2010, la India presentó una lista inicial de lugares de la Ruta, divididos en 12 componentes. El 19 de febrero de 2010, Kirguistán sometió una lista de seis lugares y Uzbekistán una de 18. La lista inicial de Kazajistán fue sometida el 3 de mayo de 2012.
A finales del año 2011, la UNESCO propuso que, debido a la enorme escala del proyecto de la Ruta de la Seda, las solicitudes se agruparan por corredores. En diciembre de 2011, China, Kazajistán y Kirguistán estuvieron conformes en presentar una solicitud conjunta para un corredor desde China central, cruzando la cordillera Tian Shan, y cada país escogería un oficial del gobierno, un arqueólogo y un comité de solicitud nacional. Tayikistán, Uzbekistán y Turkmenistán se prepararon para formular una solicitud en relación con otro corredor. En 2013, la solicitud del corredor Chang'an-Tian Shan estuvo terminada y oficialmente sometida por Kirguistán. Contenía 22 lugares en China, 8 en Kazajistán y 3 en Kirguistán. Cada país miembro de la UNESCO puede presentar una solicitud por año, y China había presentado una para el Gran Canal. Los sitios originales propuestos por China se revisaron sustancialmente para esta solicitud. Se eliminaron los lugares de la región autónoma de Ningxia y relacionados con la Ruta de la Seda marítima. Los organizadores chinos habían dicho que varios de los lugares que quedaron fuera de la solicitud podrían volver a proponerse en el futuro.
El 22 de junio de 2014, en la 38.ª reunión del Comité del Patrimonio Mundial, celebrado en Doha, Catar, se aprobó la solicitud del corredor Chang'an-Tian Shan, como lugar n.º 1442.

## Corredor Chang'an-Tian Shan
El corredor Chang'an-Tian Shan de la Ruta de la Seda, está formado por 33 sitios nuevos en China, Kazajistán y Kirguistán. Los lugares incluyen capitales y complejos palaciegos de varios imperios y reinos, asentamientos comerciales, templos budistas en cuevas, secciones de la ruta y antiguos senderos, casas de postas, pasos de montaña, torres de vigilancia, secciones de la Gran Muralla, fortificaciones, tumbas y edificios religiosos. Conjuntamente, los 33 lugares abarcan una superficie de 42.668,16 ha y con una zona de protección de 189.963,13 ha. Responden a los criterios culturales (ii), (iii), (v) y (vi) de la UNESCO.
El ICOMOs, que valoró la propuesta para la declaración, clasificó los lugares en cuatro regiones a lo largo de la Ruta de la Seda:
- China central, antiguas capitales imperiales en las llanuras Central y de Guanzhong.
- Corredor de Hexi en la provincia de Gansu, que conecta China propiamente dicha con Xinjiang.
- Norte y Sur de la cordillera de los Tian Shan en la Sinkiang de China
- Región de Zhetysu de los valles del río Ili y el río Talas en Kazajistán y el valle de Chuy en Kirguistán

Además de su identificación como patrimonio de la Humanidad que comienza con «1142», cada sitio tiene un código cuya primera cifra significa:
- C: ciudades centrales
- S: establecimientos commerciales
- T: instalaciones de transporte y de defensa
- R: sitios religiosos
- A: sitios asociados

| º      |            |      |        |                                                                                                  |                                                                            |            |           |                  |                                            |
| ------ | ---------- | ---- | ------ | ------------------------------------------------------------------------------------------------ | -------------------------------------------------------------------------- | ---------- | --------- | ---------------- | ------------------------------------------ |
| Imagen | Referencia | Zona | Código | Sitio                                                                                            | Lugar                                                                      | País       | Área (ha) | Zona tampón (ha) | Coordenadas                                |
|        | 1442-001   | ChC  | C01-CN | Sitio del palacio Weiyang en Chang'an, dinastía de los Han occidentales                          | Xi'an, Shaanxi                                                             | China      | 611,09    | 5422,02          | 34°18′22″N 108°51′06″E / 34.3062, 108.8518 |
|        | 1442-002   | ChC  | C02-CN | Sitio de la ciudad de Luoyang, desde la dinastía de los Han orientales a la de los Wei del Norte | Luoyang, provincia de Henan                                                | China      | 1088,38   | 8882,06          | 34°43′48″N 112°37′17″E / 34.7301, 112.6213 |
|        | 1442-003   | ChC  | C03-CN | Sitio del palacio Daming en Chang'an, dinastía Tang                                              | Xi'an, Shaanxi                                                             | China      | 376,55    | 267,05           | 34°17′35″N 108°57′34″E / 34.2930, 108.9594 |
|        | 1442-004   | ChC  | C04-CN | Sitio de la puerta de Dingding, ciudad de Luoyang de las dinastías Sui y Tang                    | Luoyang, provincia de Henan                                                | China      | 91,30     | 2932,48          | 34°37′58″N 112°27′38″E / 34.6329, 112.4606 |
|        | 1442-005   | Tian | C05-CN | Sitio de la ciudad de Qocho                                                                      | Turpan, Xinjiang                                                           | China      | 459,97    | 51 207,80        | 42°51′09″N 89°31′40″E / 42.8525, 89.5278   |
|        | 1442-006   | Tian | C06-CN | Sitio de la ciudad de Yar de Bashbaliq (ruinas de Jiaohe)                                        | Turpan, Xinjiang                                                           | China      | 680,33    | 2522,25          | 42°57′02″N 89°03′50″E / 42.9505, 89.0639   |
|        | 1442-007   | ChC  | C07-CN | Ruinas de la ciudad de Beshbaliq                                                                 | Changji, Xinjiang                                                          | China      | 385,15    | 789,54           | 44°05′47″N 89°12′28″E / 44.0964, 89.2078   |
|        | 1442-008   | Zhe  | C08-KG | Ciudad de Suyab (sitio de Ak-Beshim)                                                             | Chuy, provincia de Chuy                                                    | Kirguistán | 37,78     | 1360             | 42°48′19″N 75°12′00″E / 42.8052, 75.1999   |
|        | 1442-009   | Zhe  | C09-KG | Ciudad de Balasagun (sitio de Burana)                                                            | Chuy, provincia de Chuy                                                    | Kirguistán | 36,58     | 1900             | 42°44′50″N 75°14′51″E / 42.7472, 75.2476   |
|        | 1442-010   | Zhe  | C10-KG | Ciudad de Nevaket (sitio de Krasnaya Retchka)                                                    | Ysyk-Ata, provincia de Chuy                                                | Kirguistán | 743,31    | 3265             | 42°54′54″N 75°00′41″E / 42.9150, 75.0114   |
|        | 1442-011   | Zhe  | C11-KZ | Sitio de Kayalyk                                                                                 | Sarkand, provincia de Almaty                                               | Kazajistán | 85,2      | 146,1            | 45°39′50″N 80°15′43″E / 45.6638, 80.2619   |
|        | 1442-012   | Zhe  | S01-KZ | Sitio de Talgar                                                                                  | Talgar, provincia de Almaty                                                | Kazajistán | 55,7      | 329,3            | 43°16′44″N 77°13′22″E / 43.2789, 77.2227   |
|        | 1442-013   | Zhe  | S02-KZ | Sitio de Aktobe                                                                                  | Chou, provincia de Zhambyl                                                 | Kazajistán | 4135      | 702              | 43°13′34″N 74°02′01″E / 43.2261, 74.0336   |
|        | 1442-014   | Zhe  | S03-KZ | Sitio de Kulan (Jambıl)                                                                          | Turar Ryskoulov, provincia de Zhambyl                                      | Kazajistán | 1113      | 561              | 42°54′40″N 72°44′56″E / 42.9110, 72.7489   |
|        | 1442-015   | Zhe  | S04-KZ | Sitio de Ornek                                                                                   | Turar Ryskoulov, provincia de Zhambyl                                      | Kazajistán | 6549      | 4294,5           | 42°53′40″N 72°08′52″E / 42.8944, 72.1478   |
|        | 1442-016   | Zhe  | S05-KZ | Sitio de Akyrtas                                                                                 | Turar Ryskoulov, provincia de Zhambyl                                      | Kazajistán | 36        | 736              | 42°57′13″N 71°48′10″E / 42.9536, 71.8028   |
|        | 1442-017   | Zhe  | S06-KZ | Sitio de Kostobe                                                                                 | Bayzak, provincia de Zhambyl                                               | Kazajistán | 43        | 95,5             | 42°59′24″N 71°31′25″E / 42.9900, 71.5236   |
|        | 1442-018   | ChC  | T01-CN | Sitio del Paso de Hangu, dinastía Han, xian de Xin'an                                            | Luoyang, provincia de Henan                                                | China      | 98,77     | 463,41           | 34°43′11″N 112°10′16″E / 34.7196, 112.1711 |
|        | 1442-019   | ChC  | T02-CN | Sitio de la sección Shihao de la antigua ruta de los montes Xiao                                 | Sanmenxia, provincia de Henan                                              | China      | 37,17     | 1206,72          | 34°43′07″N 111°30′34″E / 34.7186, 111.5094 |
|        | 1442-020   | Hexi | T03-CN | Sitio de la Ciudad Suoyang                                                                       | Jiuquan, provincia de Gansu                                                | China      | 15 788,60 | 23 424,66        | 40°14′48″N 96°12′11″E / 40.2467, 96.2031   |
|        | 1442-021   | Hexi | T04-CN | Sitio de la casa de postas de Xuanquanzhi                                                        | Dunhuang, provincia de Gansu                                               | China      | 824,26    | 2647,39          | 40°15′53″N 95°19′46″E / 40.2647, 95.3294   |
|        | 1442-022   | Hexi | T05-CN | Sitio del Paso de Yumen                                                                          | Dunhuang, provincia de Gansu                                               | China      | 5967,80   | 50 923,02        | 40°21′13″N 93°51′50″E / 40.3536, 93.8639   |
|        | 1442-023   | Tian | T06-CN | Faro de Kizilgaha                                                                                | Aksou, Xinjiang                                                            | China      | 100,00    | 6608,69          | 41°47′37″N 82°53′54″E / 41.7936, 82.8982   |
|        | 1442-024   | Zhe  | T07-KZ | Sitio de Karamergen                                                                              | Balkhash, Almaty                                                           | Kazajistán | 7,9       | 47,7             | 45°54′29″N 75°39′47″E / 45.9081, 75.6631   |
|        | 1442-025   | Tian | R01-CN | Conjunto del templo de las cuevas de Kizil                                                       | Aksou, Xinjiang                                                            | China      | 1798,48   | 9849,17          | 41°47′02″N 82°30′20″E / 41.7839, 82.5056   |
|        | 1442-026   | Tian | R02-CN | Ruinas del templo budista de Subash                                                              | Aksou, Xinjiang                                                            | China      | 854,11    | 4322,59          | 41°51′21″N 83°02′50″E / 41.8558, 83.0471   |
|        | 1442-027   | ChC  | R03-CN | Complejo de templos de las cuevas de Bingling                                                    | condado de Yongjing, Prefectura autónoma hui de Linxia, provincia de Gansu | China      | 132,62    | 2044,37          | 35°48′33″N 103°02′52″E / 35.8093, 103.0478 |
|        | 1442-028   | ChC  | R04-CN | Complejo de templos de las cuevas de Maijishan                                                   | Tianshui, Gansu                                                            | China      | 483,71    | 1259,28          | 34°21′03″N 106°00′10″E / 34.3508, 106.0028 |
|        | 1442-029   |      | R05-CN | Templo de la cueva del condado de Bin (Grutas de Dafosi)                                         | Xianyang, Shaanxi                                                          | China      | 34,68     | 587,26           | 35°04′24″N 107°59′32″E / 35.0733, 107.9922 |
|        | 1442-030   | ChC  | R06-CN | Gran pagoda del ganso salvaje                                                                    | Xi'an, Shaanxi                                                             | China      | 5,33      | 354,32           | 34°13′11″N 108°57′33″E / 34.2198, 108.9593 |
|        | 1442-031   | ChC  | R07-CN | Pequeña pagoda del ganso salvaje                                                                 | Xi'an, Shaanxi                                                             | China      | 3,97      | 345,82           | 34°14′27″N 108°56′15″E / 34.2408, 108.9374 |
|        | 1442-032   | ChC  | R08-CN | Pagodas del templo de Xingjiao                                                                   | Xi'an, provincia de Shaanxi                                                | China      | 2,08      | 428,77           | 34°05′29″N 109°02′02″E / 34.0914, 109.0339 |
|        | 1442-033   | ChC  | A01-CN | Tumba de Zhang Qian                                                                              | Hanzhong, Shaanxi                                                          | China      | 1,34      | 37,36            | 33°09′30″N 107°17′27″E / 33.1582, 107.2909 |